# Holtenauer Hochbrücken
Koordinaten: 54° 22′ 8″ N, 10° 7′ 19″ O

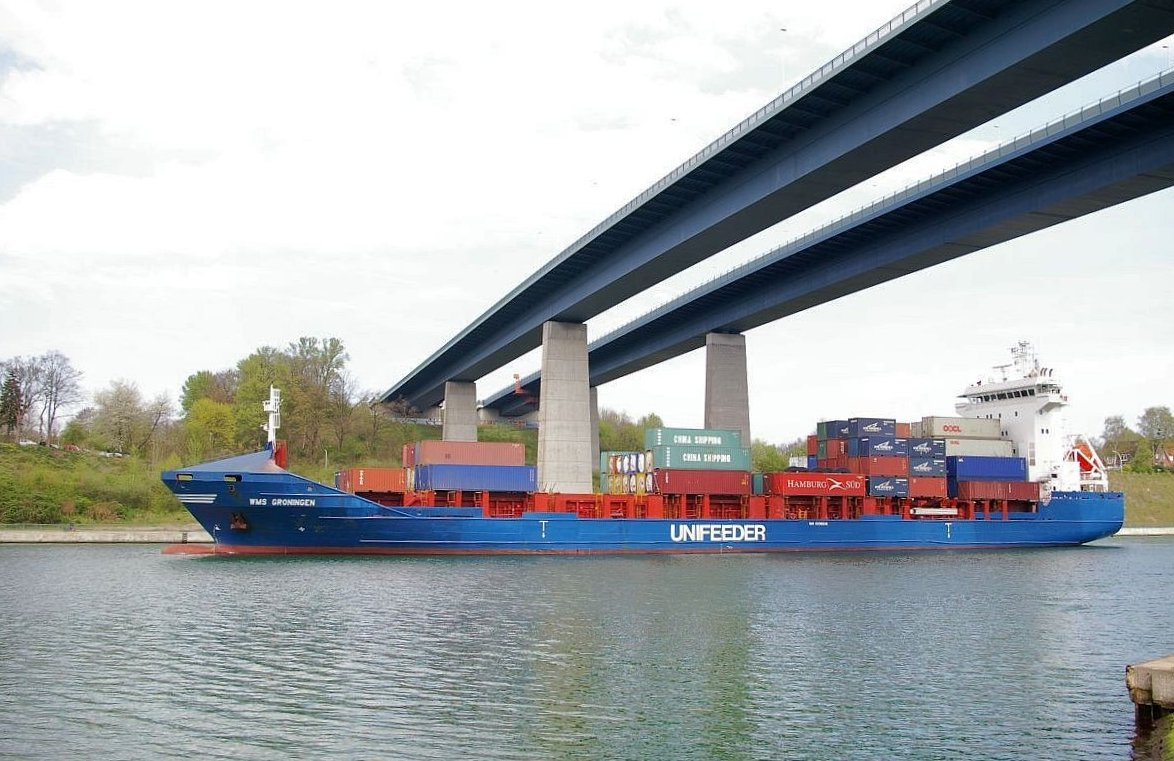
Die beiden Holtenauer Hochbrücken

Die Holtenauer Hochbrücken sind Hochbrücken, die in Kiel über den Nord-Ostsee-Kanal führen und die beiden Kieler Stadtteile Wik und Holtenau verbinden. Die westliche Brücke trägt den Namen „Prinz-Heinrich-Brücke“ (1911/1995) und ist bereits die zweite mit diesem Namen an dieser Stelle. Die östliche trägt den Namen „Olympiabrücke“ (1972), weil sie im Rahmen der Ausbaumaßnahmen für die Olympischen Sommerspiele 1972 gebaut wurde. Jede der Brücken hat eine Durchfahrtshöhe von 42 Metern, zwei Fahrstreifen einer Richtungsfahrbahn der Bundesstraße 503 für Autos und einen Bürgersteig für Fußgänger und Radfahrer. An der östlichen Südrampe der Fahrbahn Richtung Holtenau befindet sich ein Parkplatz für Touristen, Shipspotter und andere Besucher des Nord-Ostsee-Kanals.

## Geschichte
Der Vorläufer des Kaiser-Wilhelm-Kanals (heutiger Name: Nord-Ostsee-Kanal) war bis 1890 der Schleswig-Holsteinische Canal. Zwischen den damals unabhängigen Dörfern Holtenau und Wik hatte dieser Kanal zwei Schleusen, über die zwei Brücken führten. Diese Schleusen befanden sich etwa an der Stelle, wo heute eine Personenfähre den Kanal überquert (etwas weiter westlich des Anlegers in Holtenau und ziemlich genau in Höhe des Anlegers in der Wik).
Bis 1825 war dort die Eiderkanalschleuse Holtenau in Betrieb, in deren Mitte sich eine hölzerne Klappbrücke befand, über die der Kanal überquert werden konnte. Wegen Baufälligkeit dieser Schleuse wurde von 1823 bis 1825 nördlich von der alten Eiderkanalschleuse die Friedrichschleuse gebaut. Die Schleuse wurde parallel zur alten Eiderkanalschleuse angelegt, so dass der Verlauf der Straße ebenfalls mittig über die Friedrichschleuse führt. Hier wurde eine Drehbrücke mit zwei Flügeln gebaut.

### Prahmdrehbrücke

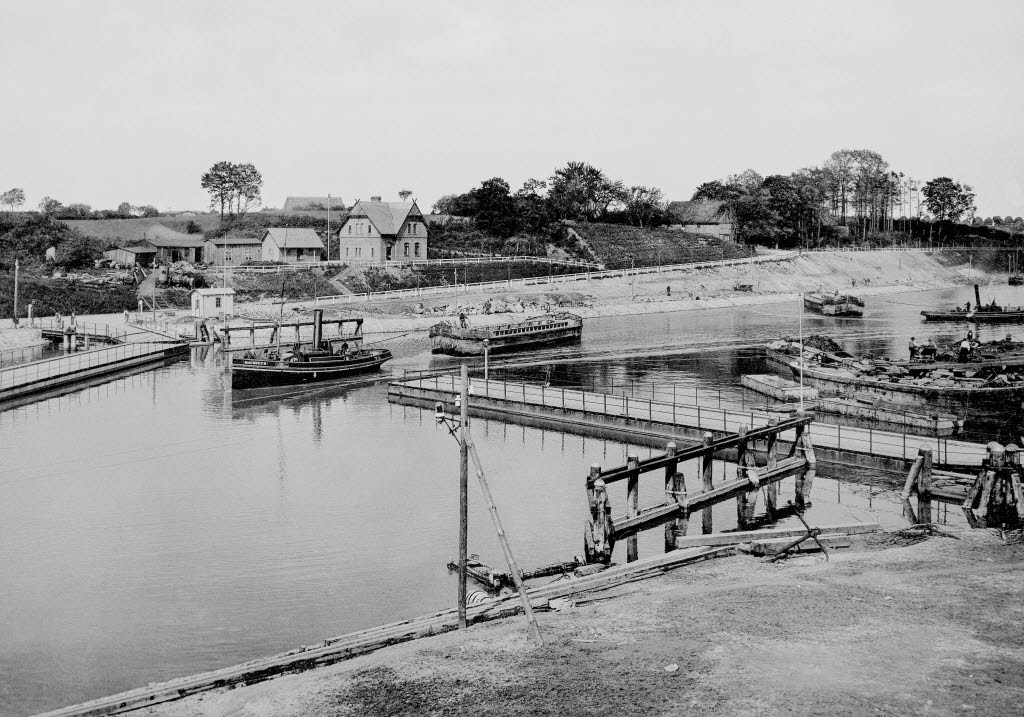
Holtenauer Prahmdrehbrücke 1895

Bereits während der laufenden Bauarbeiten am Kaiser-Wilhelm-Kanal, also vor dessen offizieller Eröffnung 1895, stand seit 1894 eine Querungsmöglichkeit zwischen Holtenau und Wik zur Verfügung: eine Prahmdrehbrücke (auch Prahmschwimmbrücke oder Pontonbrücke genannt). Eine Prahmdrehbrücke ist eine „schwimmende Straße“, die mit Hilfe von Seilen in den Kanal gedreht werden konnte, wenn Personen oder Pferdefuhrwerke den Kanal überwinden wollten, oder aus dem Kanal gedreht wurden, um den Schiffen die Kanalpassage zu ermöglichen.
Der anfängliche Plan, die Verbindung mit Fähren zu betreiben, ist bereits im Vorfeld ausgeräumt worden. Selbst für diese eine Fährverbindung hätten allein drei Fähren beschafft werden müssen, um die schon damals notwendige Verkehrsleistung zu erbringen.
Zwischen der Eröffnung des Kaiser-Wilhelm-Kanals 1895 und dessen Erweiterung um 1914 stellte sich jedoch heraus, dass aufgrund des hohen Schiffsverkehrsaufkommens die Prahmdrehbrücke meistens offen stehen musste, so dass sich der Straßenverkehr regelmäßig staute. Dennoch wurde sie erst außer Betrieb genommen, nachdem die neue Prinz-Heinrich-Brücke 1912 eröffnet war.

### Erste Prinz-Heinrich-Brücke

Bau der alten Prinz-Heinrich-Brücke ca. 1911

Im Zuge der Kanalerweiterung zwischen 1907 und 1914 wurde eine Hochbrücke geplant. Die Entscheidung für eine Hochbrücke erfolgte aufgrund des hohen Verkehrsaufkommens zwischen Wik und Holtenau. Diese Hochbrücke wurde 300 m westlich der alten Prahmdrehbrücke errichtet. In der Nähe der alten Stelle der Prahmdrehbrücke wurde stattdessen eine Personenfähre eingerichtet.
Der Bau der Brücke erfolgte zwischen 1909 und 1911 nach Entwürfen von Friedrich Voß. Dieser hatte schon die Pläne für die Rendsburger Hochbrücke und die Hochbrücke Hochdonn angefertigt. Genauso wie diese ist die Prinz-Heinrich-Brücke eine Stahlfachwerkbrücke. Daher ist die Ähnlichkeit der Prinz-Heinrich-Brücke mit den anderen beiden von Friedrich Voß deutlich größer als mit der nächstgelegenen alten Levensauer Hochbrücke. Einer der Gründe, warum sich der Baumeister für eine Stahlfachwerk-Konstruktion entschieden hatte, war die geringere Angriffsfläche, die eine solche Konstruktion bei Beschuss durch Kriegsschiffe von der Kieler Förde darstellt. Beim Bau ereignete sich ein Unfall, bei dem ein polnischer Arbeiter ums Leben kam.
Die Kosten für den Bau der Brücke beliefen sich auf 2,5 Millionen Reichsmark. Die feierliche Eröffnung war am 28. September 1912. Benannt ist die Brücke nach Heinrich von Preußen. Zusätzlich zur Fahrbahn für Autos sind auch Straßenbahngleise für die Kieler Straßenbahn verbaut worden, allerdings konnte die Straßenbahn die Brücke nicht nutzen, weil die Konstruktion dafür zu schwach war.
75 Jahre nach Eröffnung wurden deutliche Anzeichen für Verschleiß und die Baufälligkeit der Brücke entdeckt. Darüber hinaus rammte am 7. Oktober 1988 das Motorschiff Fort die Brücke. Nun stand die Entscheidung für einen Abriss fest, der dann im Jahre 1992 erfolgte. Auch beim Abriss der Brücke ereignete sich ein Unfall, der allerdings keine Personenschäden verursachte. Einer der Krane, die das Mittelteil der Brücke langsam absenken sollten, knickte plötzlich um und riss einen weiteren Kran um. Später ist einer der beiden Stützpfeiler der Brücke umgestürzt, wobei ebenfalls nur ein Sachschaden entstand.
Technische Daten
- Bau: 1909–1911[5][8]
- Abriss: 1992[5][8]
- Konstruktion: Stahlfachwerkbrücke[5]
- Gewicht: 3700 t[5]
- Fahrbahnbreite: 7 m[5]

### Olympiabrücke
Für die Segelwettbewerbe der Olympischen Sommerspiele 1972 hatte Kiel den Zuschlag bekommen. Dazu wurde in Kiels nördlichstem Stadtteil Kiel-Schilksee das Olympiazentrum Schilksee errichtet. Es war zu erwarten, dass dabei das Verkehrsaufkommen über die Holtenauer Hochbrücke erheblich steigen würde. Zur Entlastung der zu dieser Zeit einzigen Brücke, der Ersten Prinz-Heinrich-Brücke, wurde in den Jahren 1969–1972 eine zweite Brücke östlich neben der alten errichtet. Die feierliche Freigabe erfolgte am 11. Juli 1972.
Auf der Seite der Olympiabrücke (Osten) ist der Parkplatz für Touristen, Shipspotter und andere Besucher des Nord-Ostsee-Kanals, die barrierefrei vom Parkplatz auf den Fußweg der Olympiabrücke gelangen können. Die Olympiabrücke bietet eine gute Aussicht auf das nordöstliche Ende des Kanals und die Kieler Schleusen.
Verantwortlich für die Brücke ist der Landesbetrieb Straßenbau und Verkehr Schleswig-Holstein.
Technische Daten
- Bau: 1969–1972[12][13][14]
- Konstruktion: Hohlkastenbrücke[12]
- Gewicht (Stahl): 3380 t[12][13][14]
- Breite: 17,50 m[15]
- Gesamtlänge: 518 m[12][13][14]

### Zweite Prinz-Heinrich-Brücke
Nachdem die alte Prinz-Heinrich-Brücke wegen Baufälligkeit abgerissen war, wurde an der gleichen Stelle von Mai 1992 bis Oktober 1996 eine neue Brücke für ca. 74 Millionen DM errichtet. Die Konstruktion wurde von der unmittelbar östlich gelegenen Olympiabrücke übernommen, nur gespiegelt und – je nach Quelle – um 50 cm breiter. Während der Planungsphase wurde ein Gutachten erstellt, das klären soll, ob durch diese zusätzliche Brücke eine erhöhte Lärmbelastung der Bürger im Stadtteil Holtenau zu erwarten sei. Nach dem Gutachten kann eine weitere Lärmbelastung nur durch bauliche Lärmschutzmaßnahmen an der Brücke vermieden werden. Es wurden dazu unter anderem transparente Lärmschutzplatten aus Kunststoff an den Brückengeländern montiert.
Von April 2013 an, etwa 17 Jahre nach ihrer Fertigstellung, musste die Zweite Prinz-Heinrich-Brücke saniert werden. Für diese Brücke ist der Landesbetrieb Straßenbau und Verkehr Schleswig-Holstein verantwortlich, genauso wie für die Olympiabrücke.
Technische Daten
- Bau: 1992–1996[20][21][16] oder 1992–1995[13][14]
- Konstruktion: Hohlkastenbrücke[20]
- Gewicht (Stahl): 4010 t[20][21] oder 3650 t[13][14]
- Breite: 18 m[15] oder 17,50 m[16]
- Gesamtlänge: 518 m[20][21][16] oder 445 m[13][14]
- Stützweite: 186 m[16]

## Schiffsunfall 2022
Am 30. November 2022 um 04:36 Uhr kollidierte ein auf der Meri verladener Hafenmobilkran von Kiel kommend mit den Brücken. Ursache war, dass der Kran höher war als in den
Ladungspapieren und am Kran selbst angegeben. Durch eine Verkettung von Umständen (Schweizer-Käse-Modell) wurde diese Abweichung nicht bemerkt. Der Kran wurde durch den Anprall zerstört.
Der Schiffsverkehr auf dem Nord-Ostsee-Kanal unter der Brücke wurde am Abend wieder freigegeben, nachdem festgestellt worden war, dass die in den Kanal gestürzten Betongewichte des Krans keine Gefahr für die Schifffahrt sind. Die Brücken blieben zunächst sowohl für Fußgänger als auch für Fahrzeuge aller Art gesperrt, da es „Verformungen an den Querträgern gibt sowie zahlreiche Risse an den Schweißnähten“. Wirtschafts- und Verkehrsminister Claus Ruhe Madsen sprach von einem „enormen wirtschaftlichen Schaden“. Für Fußgänger und Radfahrer wurde das Überqueren bereits am Folgetag des Unglücks, am Donnerstag, den 1. Dezember 2022, um 13 Uhr wieder freigegeben.
Seit Mittwoch, dem 7. Dezember 2022, ist die westliche Prinz-Heinrich-Brücke von 6 bis 21 Uhr für Pkw bis 3,5 t einspurig je Fahrtrichtung befahrbar. Seit Montag, den 12. Dezember 2022, ist die Brücke rund um die Uhr für Linienbusse freigegeben. Es fahren wieder alle Buslinien der KVG (Busnummer hat zwei Ziffern) laut Fahrplan über die Brücke, wobei maximal vier Gelenkbusse gleichzeitig auf der Brücke sein dürfen, diese sind jeweils bis zu 28 Tonnen schwer. Die aus beiden Fahrtrichtungen jeweils letzte Zufahrt ist gesperrt, von einem privaten Sicherheitsdienst werden 24/7  Busse durchgelassen und umfahren damit den Stau weitestgehend. Seit Donnerstag, dem 15. Dezember 2022, 6 Uhr dürfen Fahrzeuge bis 12 Tonnen die Brücke überqueren. Seit Montag, 19. Dezember 2022 fahren wieder alle Linienbusse über die Brücke, also auch die Linien der Autokraft mit drei Ziffern. Seit Freitag, den 22. Dezember 2022, darf die Brücke nicht nur vom ÖPNV, sondern auch von allen Fahrzeugen bis 12 Tonnen wieder rund um die Uhr benutzt werden. Andere Fahrzeuge werden nicht mehr vorab von der Polizei abgewiesen, sondern ihr Fehlverhalten nur technisch festgehalten und hinterher als Verkehrsverstoß verfolgt.
Die Kosten für die Brückensanierungen betrugen etwa 6 Millionen Euro. Bis März 2025 erfolgte keine Schadensregulierung.